# كاورو ماتسو
كاورو ماتسو (باليابانية: 松尾薫) هو لاعب رماية ياباني، ولد في 9 يوليو 1951.

## وصلات خارجية
- كاورو ماتسو على موقع أوليمبيديا (الإنجليزية)